# IC 4325
IC 4325 est une galaxie spirale barrée située dans la constellation de l'Hydre. Sa vitesse par rapport au fond diffus cosmologique est de 4 106 ± 20 km/s, ce qui correspond à une distance de Hubble de 60,6 ± 4,3 Mpc (∼198 millions d'al). IC 4325 a été découvert par l'astronome américain Royal Harwood Frost en 1904.
IC 4325 présente une large raie HI et elle renferme des régions d'hydrogène ionisé.

## Groupe de NGC 5302
Selon A.M. Garcia, la galaxie IC 4325 fait partie de groupe de NGC 5302 compte au moins cinq galaxies. Les autres galaxies du groupe sont NGC 5302, NGC 5304, MCG -5-33-5 et PGC 49095.